# Macronemus analis
Macronemus analis là một loài bọ cánh cứng trong họ Cerambycidae.